# 张村乡 (江山市)
张村乡是中华人民共和国浙江省衢州市江山市下辖的一个乡。
2014年1月13日，浙江省人民政府批复同意撤销双溪口乡建制，其行政区域并入张村乡。调整后，张村乡辖11个行政村，乡政府驻秀峰村秀峰路61号。

## 行政区划
张村乡下辖以下村级行政区划单位：
东积尾村、东积村、引坂村、老佛岩村、高滩村、先锋村、太阳山村、塔山村、秀峰村、玉坑口村、双合丰村、琚源村、龙头店村、毛长甫村和安顶村。